# سياهون (سرتشهان)
سیاهون (بالفارسية: سیاهون) هي قرية تقع في إيران في قسم سرتشهان الريفي. يقدر عدد سكانها بـ 174 نسمة بحسب إحصاء 2016.